# حسین اصلانی
حسین اصلانی (زاده ۱۳۱۵ – درگذشته ۸ بهمن ۱۳۹۸) آهنگساز ایرانی بود.
او در سال ۱۳۱۵ در روستای شاقاجی, بخش سنگر رشت به دنیا آمد اما بسیار زود پدرش را از دست داد و سال‌های کودکی را با مشکلات خانوادگی حاصل از این مصیبت به سختی گذراند. وی پس از گذراندن مقطع ابتدایی در سال ۱۳۳۲ ناگزیر به تهران مهاجرت کرد و برای تأمین معاش به شغل‌های مختلفی روی آورد.
او که به‌طور خودآموز نواختن آکاردئون را تجربه کرده بود در همان سال‌ها توانست طی تحصیل در مقطع متوسطه به تمرین‌های شبانه نوازندگی پیانو در هنرستان موسیقی بپردازد. این تلاش‌ها سرانجام سبب شد ایشان در سال ۱۳۳۶ به هنرستان موسیقی در رشته موسیقی کلاسیک راه یابد و از محضر استادانی چون خانم تاتیانا خاراتیان در نوازندگی پیانو، فریدون فرزانه برای تئوری و سلفژ و هوشنگ استوار در دروس هامونی، ارکستراسیون و آهنگسازی بهره ببرد.
حسین اصلانی در سال ۱۳۴۰ به عنوان آهنگساز، تنظیم کننده و پیانیست در رادیو و تلویزیون ملی ایران مشغول به کار شد و برای بسیاری از خوانندگان و آهنگسازان صاحب نام از جمله محمد نوری، محمد سریر، فریدون شهبازیان، نلی قطعاتی را تنظیم نمود و در کنار آهنگسازی به‌طور پیوسته به تدریس و آموزش موسیقی مشغول شد. ایشان در 1 فروردین ۱۳۵۱ با مهاجرت به آمریکا تحصیلات خود را تا مقطع کارشناسی ارشد رشته آهنگسازی موسیقی معاصر و ارکستراسیون نزد اساتیدی همچون دیری جان مایزل و جول توم در دانشگاه پرچس سونی درس آموختند.
اصلانی با تلاش در امر آموزش موسیقی در رشته پیانو و آهنگسازی توانست، تأثیر مطلوبی بر شهر محل اقامتش نیویورک خود بگذارد و شاگردان بسیاری را پرورش دهد که بسیاری از آنها به چهره‌های موفق موسیقی در آمریکا بدل شده‌اند. او علاوه بر چیره‌دستی در هنر موسیقی شخصیتی فروتن، میهن دوست و با محبت است که احداث دو باب مدرسه در مقطع راهنمایی و دبیرستان در روستای زادگاهش به یاد مادرش، نمونه‌ای از این عشق به سرزمینش است.
حسین اصلانی پس از سال‌ها مبارزه با سرطان در تاریخ ۸ بهمن ۱۳۹۸ در آمریکا درگذشت. 

## نگارخانه

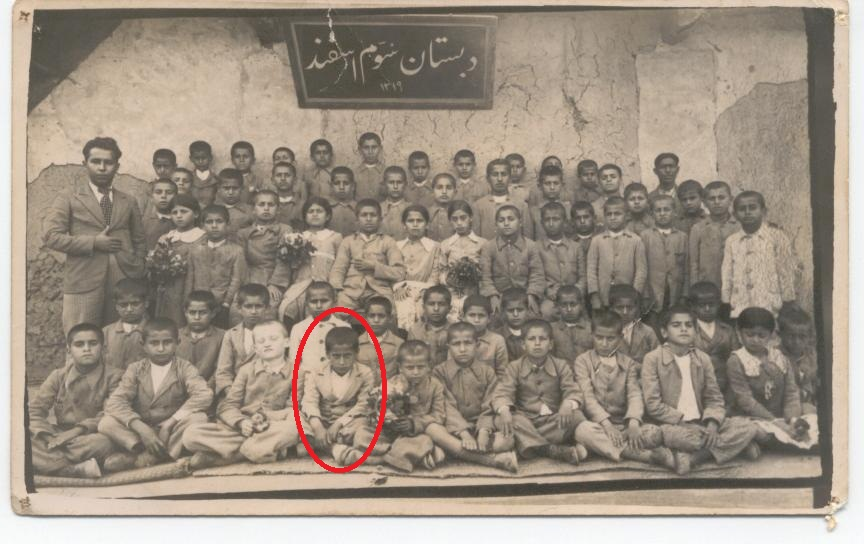
دبستان سوم اسفند روستای شهرستان سنگر سال ۱۳۲۱
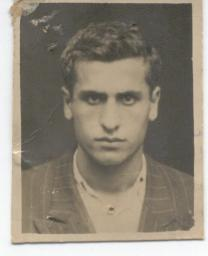
حسین اصلانی
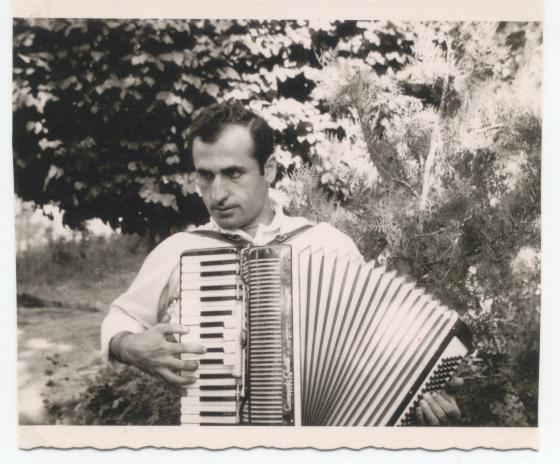
نواختن آکاردئون
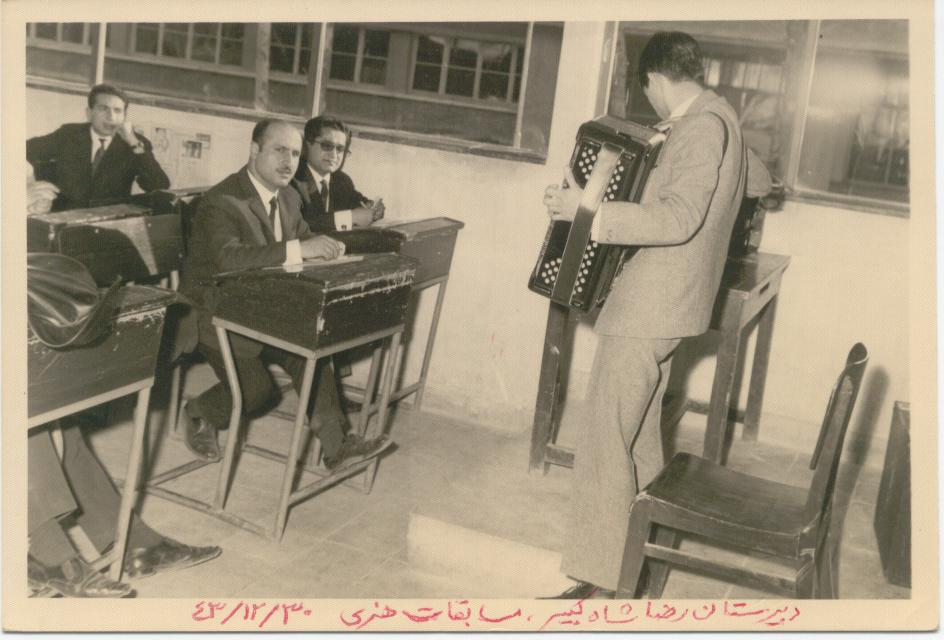
مسابقات هنری دبیرستان رضا شاه سال ۱۳۴۳
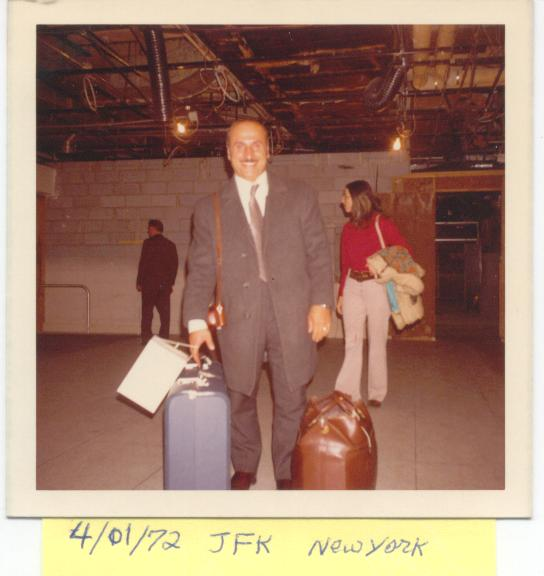
مهاجرت به آمریکا
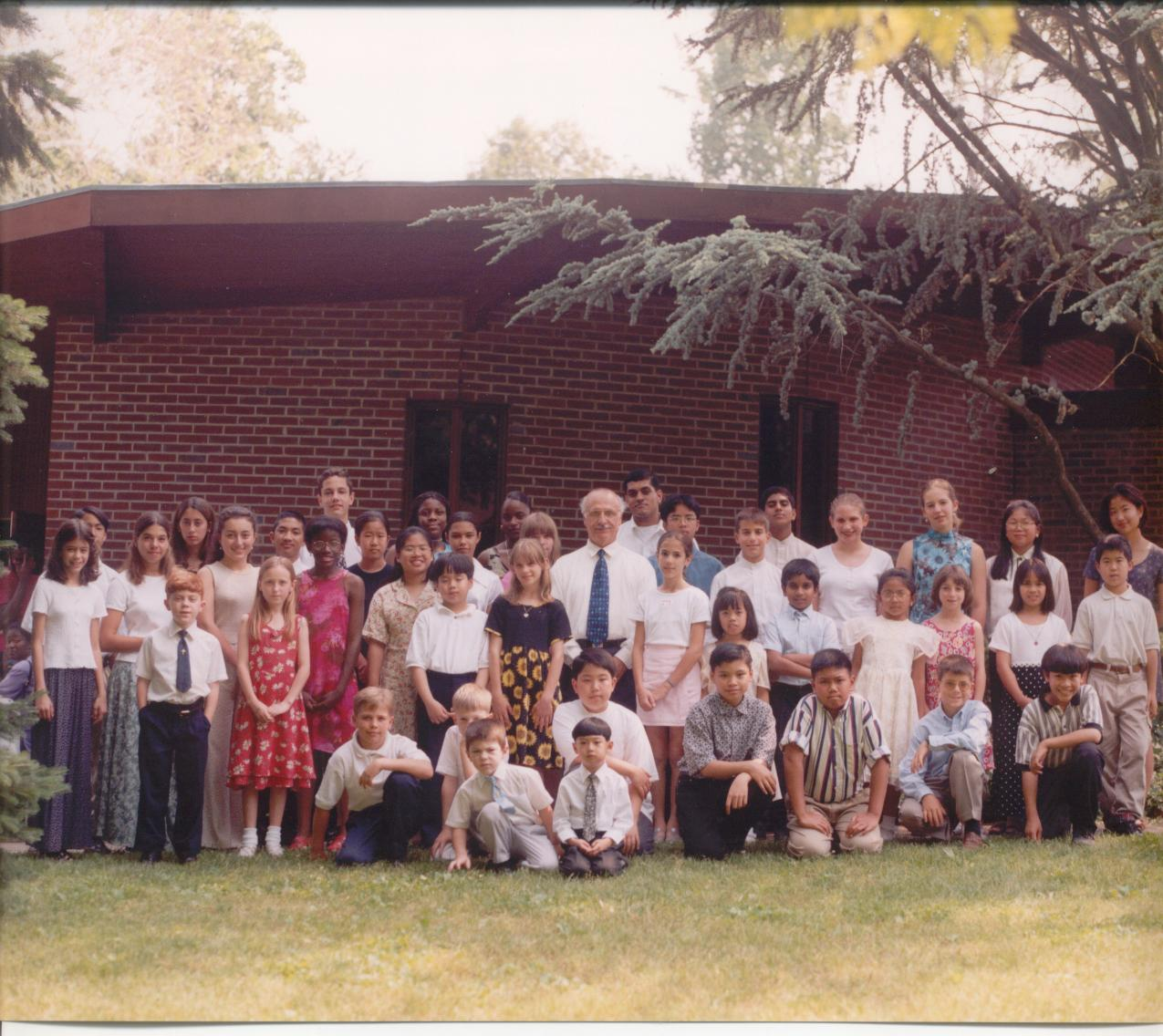
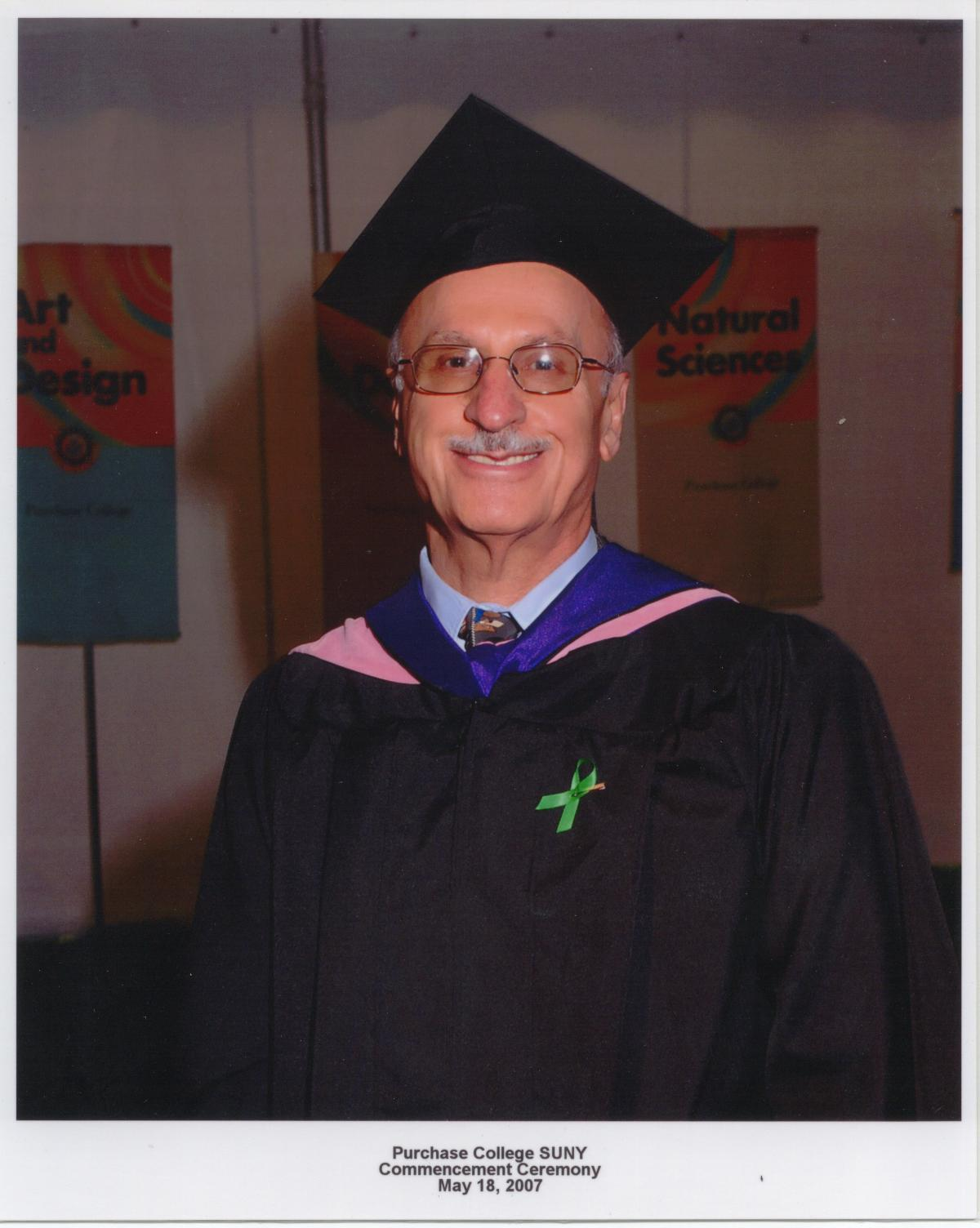
استاد حسین اصلانی
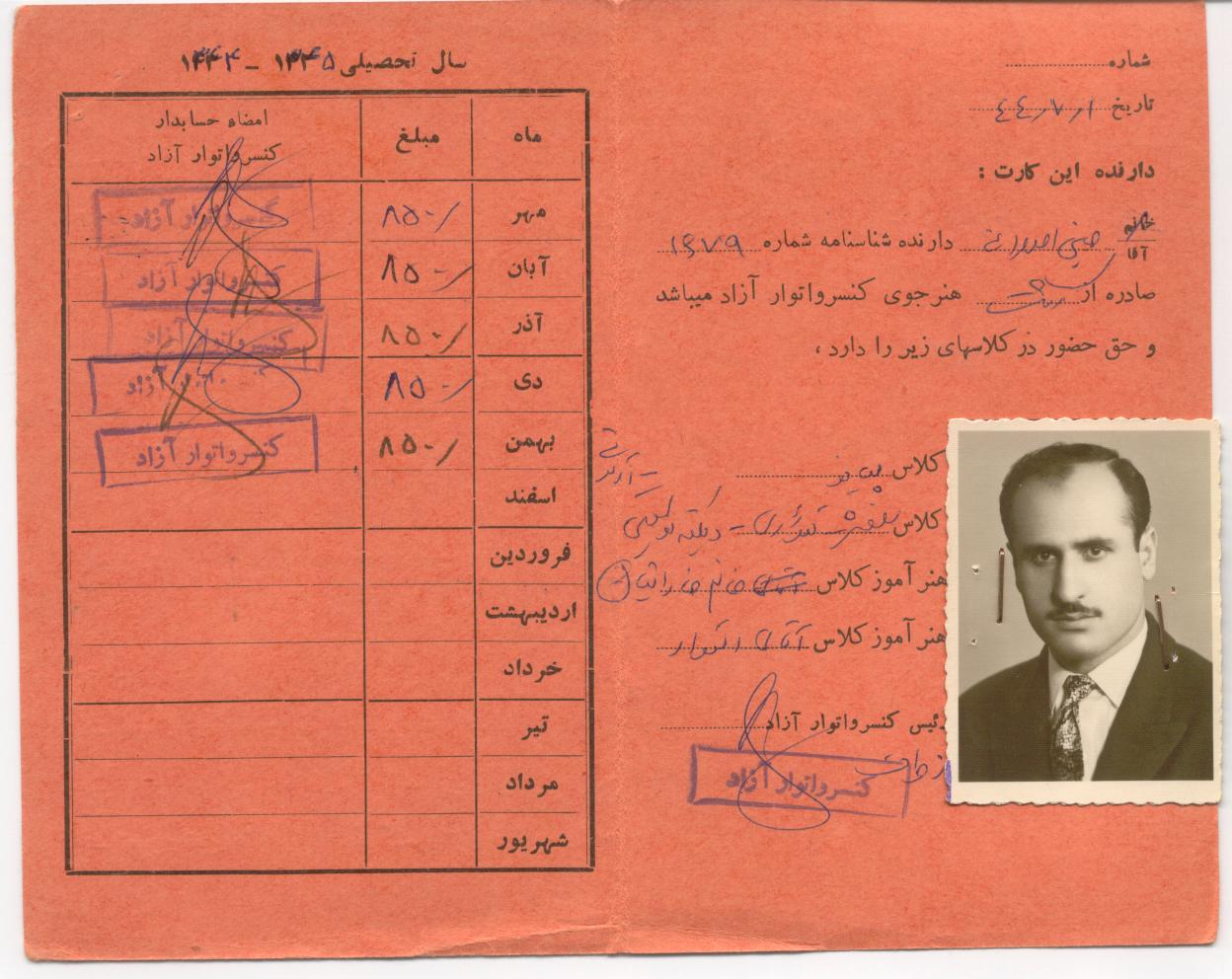
کارت کلاس خانم خاراتیان
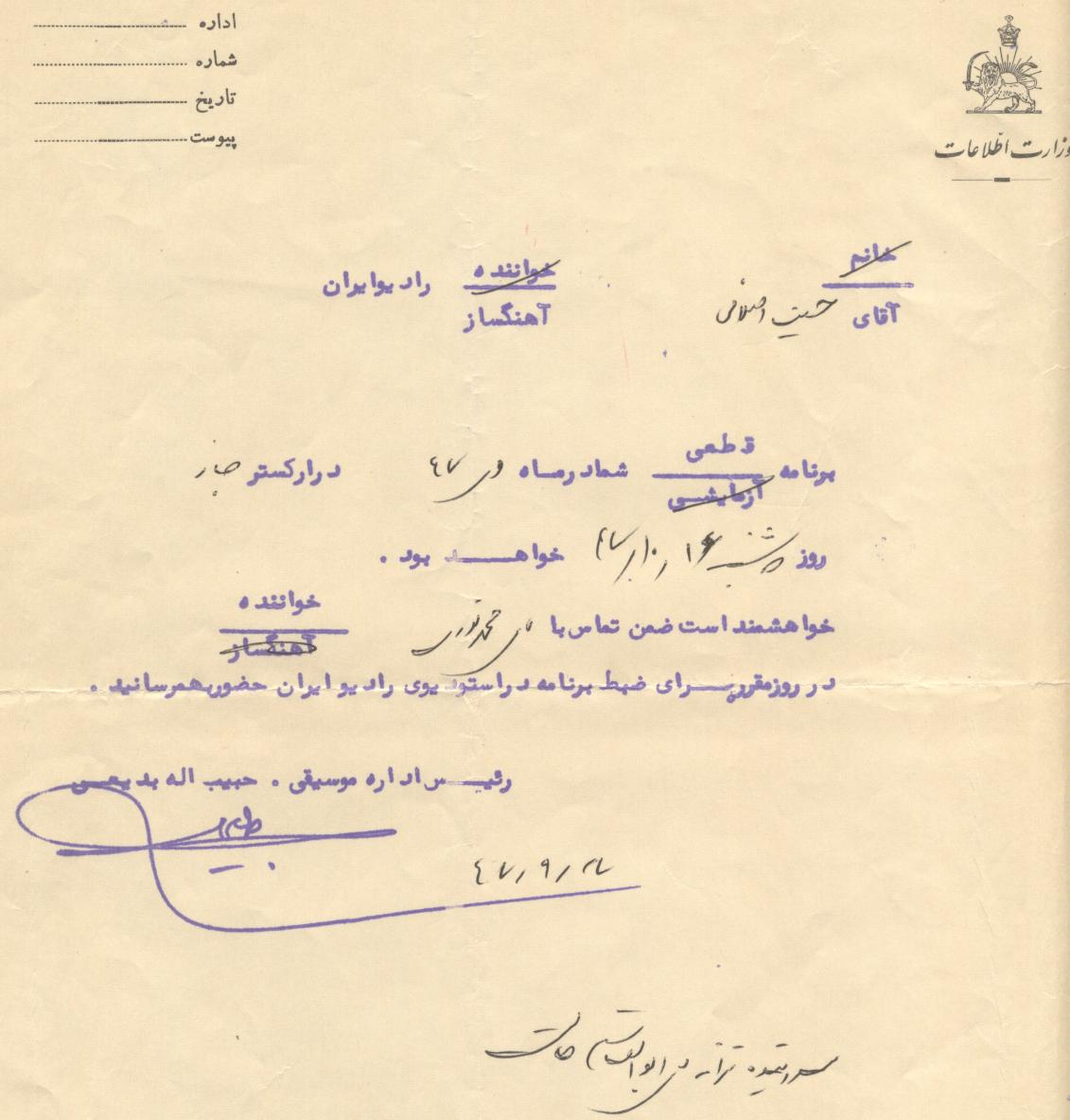
نامه حبیب الله بدیعی رئیس اداره موسیقی به حسین اصلانی سال ۱۳۴۷
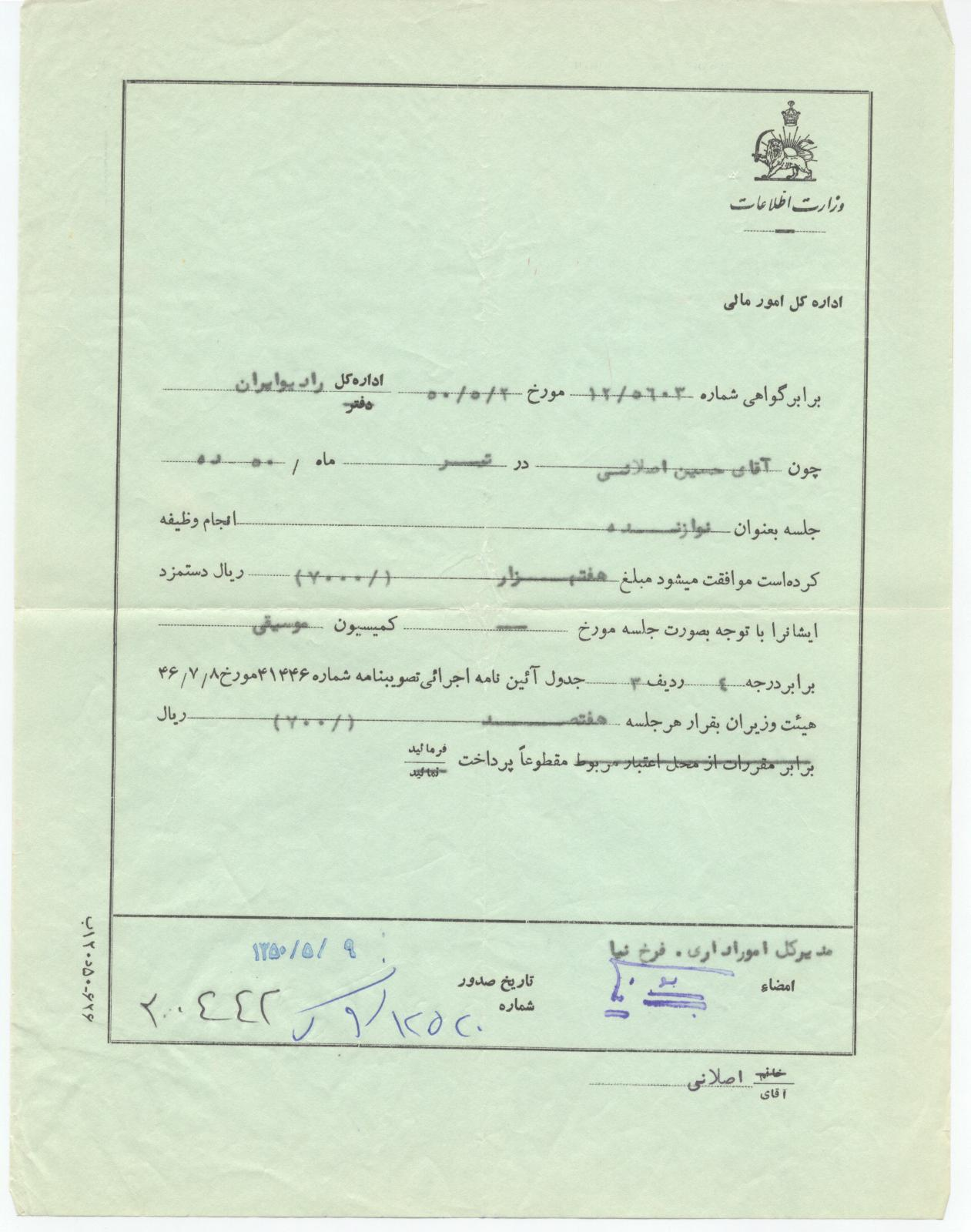
دریافت حقوق در رادیو ایران سال ۱۳۵۰